# Micorremediación
Micorremediación, una frase acuñada por Paul Stamets, es una forma de biorremediación, un proceso que usa hongos para degradar o retener los contaminantes en el ambiente. Estimulando la actividad enzimática y microbiana, el micelio reduce las toxinas in-situ. Algunos hongos son hiperacumuladores, capaces de absorber y concentrar metales pesados en el esporocarpo.
Una de las funciones principales de los hongos en el ecosistema es la descomposición, que es realizada por el micelio. El micelio secreta enzimas extracelulares y ácidos que descomponen la lignina y la celulosa, los dos principales componentes de la fibra vegetal. Estos son compuestos orgánicos formados por largas cadenas de carbono e hidrógeno, estructuralmente similares a muchos contaminantes orgánicos. La clave de la micorremediación  es la determinación de la especie concreta de hongo para eliminar un contaminante específico. Se ha informado que ciertas cepas han degradado con éxito gases nerviosos como VX y sarin.

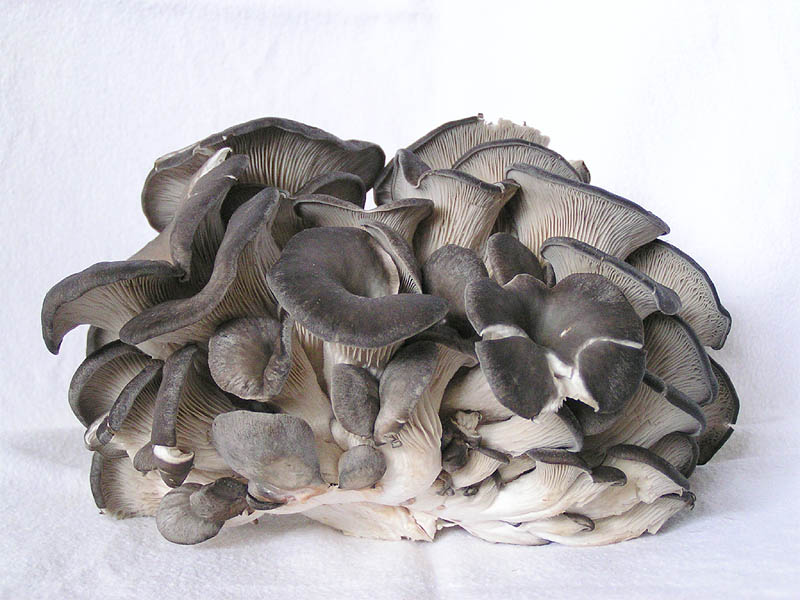
Champiñón ostra (Pleurotus ostreatus)

En un experimento realizado junto con el Dr. S. A. Thomas, un importante contribuyente a la industria de la biorremediación, una parcela se contaminó con diésel y se inoculó con champiñones ostra; se usaron técnicas tradicionales de biorremediación (bacteria) en los controles. Después de 4 semanas, más del 95% de los hidrocarburos aromáticos policíclicos habían sido reducidos a componentes no tóxicos en las parcelas inoculadas con el hongo. Los hongos que descomponen madera son particularmente efectivo descomponiendo contaminantes aromáticos (componentes tóxicos del petróleo), así como compuestos clorados (ciertos plaguicidas persistentes).
El concepto de micorremediación fue explorado en la película de 1984, Nausicaä del Valle del Viento, donde grandes extensiones de bosques de hongos rehabilitan el planeta después de una catástrofe humana debida a la contaminación.
La micofiltración es un proceso similar, usando el micelio del hongo para filtrar desechos tóxicos y microorganismos del agua del suelo.